# Boeing B-47 Stratojet
O Boeing B-47 Stratojet foi um avião bombardeiro estratégico projetado e construído pela Boeing. Surgiu muito antes do atual Boeing B-52.
|  |

## Especificações (B-47E)
Dados de: Quest for Performance.
Descrições gerais
- Tripulação: 3
- Capacidade: 11 000 kg (24 300 lb) de carga de ordenação
- Comprimento: 32,65 m (110 ft)
- Envergadura: 35,37 m (120 ft)
- Altura: 8,54 m (28 ft)
- Área alar: 132,7 m² (1 430 ft²)
- Peso vazio: 35 867 kg (79 100 lb)
- Peso bruto (carregado): 60 340 kg (133 000 lb)
- Peso de decolagem: 100 000 kg (220 000 lb)

Motorização
- Número de motores: 6x
- Tipo do motor: Turbojato
- Fabricante/modelo: General Electric J47-GE-25
- Empuxo por motor: 3 265,8 kgf (7 200 lbf) (32 kN)

Performance
- Velocidade máxima: 988 km/h (614 mph)
- Velocidade de cruzeiro (Mach): 0.732 Ma
- Velocidade total em Mach: 0.7986 Ma
- Velocidade total em Nó: 527,6 kn (977 km/h)
- Alcance: 6 494 km (4 040 mi)
- Alcance bélico: 3 240 km (2 010 mi)
- Razão de subida: 23,7 m/s
- Tecto de serviço: 10 100 m (33 100 ft)

Armamentos
- Metralhadoras/canhões: 2x canhões M24A1 (HS.404) controlados remotamente de 20 mm (0,787 in) na torre da cauda
- Bombas: 

  - 2x bombas nucleares Mark 15 de 3.8 magatons ou
  - 1x bomba nuclear B41 de 25 magatons ou
  - 1x bomba nuclear B53 de 9 megatons ou
  - 28x bombas convencionais de 227 kg (500 lb)

Equipamentos de orientação
- Aviônicos: AN/APG na torre da cauda

|  |
|  |